# Parafia św. Mikołaja w Dobrem
Parafia Świętego Mikołaja w Dobrem – parafia rzymskokatolicka należąca do dekanatu stanisławowskiego, diecezji warszawsko-praskiej, metropolii warszawskiej Kościoła katolickiego. 
Parafia erygowana w 1530. Mieści się przy Rynku.

## Obszar parafii
W granicach parafii znajdują się miejscowości:: Antonina, Brzeźnik, Brzozowica, Czarnocin, Dobre, Drop, Duchów, Grabniak, Kąty Czernickie, Kobylanka, Makówiec Duży, Makówiec Mały, Osęczyzna, Pełkowizna, Poręby Nowe, Poręby Stare, Rakówiec, Rąbierz Kolonia, Rąbierz Wieś, Ruda Czernik, Rudno, Rudzienko, Rynia Nowa, Rynia Stara, Sołki, Tadeuszów, Walentów, Wólka Kobylańska i Wólka Kokosia.